# 1948年世界大賽
1948年的世界大賽是由代表美聯的克里夫蘭印地安人與代表國聯的波士頓勇士在世界大賽中對決。最後印地安人以4勝2敗擊敗勇士，拿下世界大賽冠軍。印地安人和紅襪在例行賽結束時因戰績相同，所以兩隊打了一場加賽，最後由印地安人8比3帶走勝利。而這座冠軍也是印地安人近期的最後一冠。
這場世界大賽是1947年至1958年間唯一一次沒有在紐約舉辦的世界大賽。
總教練：盧·布德羅（印地安人）、比利·沙斯沃斯（勇士）。
裁判：（國聯）、（美聯）、（國聯）、（美聯）、（國聯，外野審）、（美聯，外野審）。

## 總結
美聯 克里夫蘭印地安人（4）- 國聯 波士頓勇士（2）
| 場次 | 比數                | 日期     | 地點           | 觀眾  |
| ---- | ------------------- | -------- | -------------- | ----- |
| 1    | 印地安人 0，勇士 1  | 10月6日  | 勇士球場       | 40135 |
| 2    | 印地安人 4，勇士 1  | 10月7日  | 勇士球場       | 39633 |
| 3    | 勇士 0，印地安人 2  | 10月8日  | 克里夫蘭體育場 | 70306 |
| 4    | 勇士 1，印地安人 2  | 10月9日  | 克里夫蘭體育場 | 81897 |
| 5    | 勇士 11，印地安人 5 | 10月10日 | 克里夫蘭體育場 | 86288 |
| 6    | 印地安人 4，勇士 1  | 10月11日 | 勇士球場       | 40413 |

## 逐場結果

### 第一戰：10月6日
| 克里夫蘭印地安人                              | 0 | 0 | 0 | 0 | 0 | 0 | 0 | 0 | 0 | 0 | 4 | 0 |
| 波士頓勇士                                    | 0 | 0 | 0 | 0 | 0 | 0 | 0 | 1 | x | 1 | 2 | 2 |
| 勝投： 強尼·塞恩 (1–0) 敗投： 鮑伯·費勒 (0–1) |   |   |   |   |   |   |   |   |   |   |   |   |

第一場比賽，勇士就派出單季拿下24勝的強尼·塞恩，勢必奪下首場勝利。而印地安人則派出單季19勝的王牌鮑伯·費勒應戰。兩邊投手都發揮王牌本色，前7局都沒能讓對手跨越雷池一步。
8局下半，費勒保送了Bill Salkeld。而這時勇士總教練換上了跑速很慢的Phil Masi擔任代跑。Masi先靠著犧牲觸擊上到二壘，隨後勇士隊靠著費勒的故意四壞形成一二壘有人的局面。接著費勒往二壘牽制，並抓到了Masi。然而二壘審卻判Masi安全回壘，最後Tommy Holmes擊出左外野方向安打讓Masi回來得分。最終勇士就靠著這一分打敗印地安人。
而二壘審這個判決也隨後引發了爭議，美聯社甚至還放出了當時的比賽照片證明裁判真的誤判。不過最後還是沒能改變比賽結果。費勒完投了9局，僅被擊出2支安打，但是卻因為裁判的誤判而葬送了勝利。

### 第二戰：10月7日
| 克里夫蘭印地安人                              | 0 | 0 | 0 | 2 | 1 | 0 | 0 | 0 | 1 | 4 | 8 | 1 |
| 波士頓勇士                                    | 1 | 0 | 0 | 0 | 0 | 0 | 0 | 0 | 0 | 1 | 8 | 3 |
| 勝投： 鮑伯·雷蒙 (1–0) 敗投： 華倫·史潘 (0–1) |   |   |   |   |   |   |   |   |   |   |   |   |

贏下首戰的勇士隊，在第二場比賽的第一局就先靠著失誤與兩支安打得到一分。不過印地安人的先發投手鮑伯·雷蒙在失掉這一分後就穩定下來，後面完全沒讓勇士有任何得分的機會。
4局上，印地安人靠著盧·布德羅、喬·高登與Larrry Doby的安打得到2分，印地安人取得2比1領先。
5局上，布德羅再度擊出安打幫助印地安人拿下第3分。這支安打也將勇士先發投手華倫·史潘打退場。
取得兩分領先的印地安人，在9局上又追加一分保險分，終場以4比1擊敗勇士，系列賽追成1勝1敗平手。

### 第三戰：10月8日
| 波士頓勇士                                           | 0 | 0 | 0 | 0 | 0 | 0 | 0 | 0 | 0 | 0 | 5 | 1 |
| 克里夫蘭印地安人                                     | 0 | 0 | 1 | 1 | 0 | 0 | 0 | 0 | x | 2 | 5 | 0 |
| 勝投： Gene Bearden (1–0) 敗投： Vern Bickford (0–1) |   |   |   |   |   |   |   |   |   |   |   |   |

印地安人的先發投手Gene Bearden主投9局，僅被敲出4支安打拿下完封勝。而印地安人也被勇士投手群限制住，僅在第三局和第四局各得一分。終場印地安人2比0拿下第二勝。
這場比賽兩隊依舊沒有全壘打的演出，也達成了連續3場世界大賽沒有全壘打的紀錄。(下一次出現此紀錄已是2014年世界大賽的第3場至第6場)

### 第四戰：10月9日
| 波士頓勇士 | 0 | 0 | 0 | 0 | 0 | 0 | 1 | 0 | 0 | 1 | 7 | 0 |
| 克里夫蘭印地安人 | 1 | 0 | 1 | 0 | 0 | 0 | 0 | 0 | x | 2 | 5 | 0 |
| 勝投： Steve Gromek (1–0) 敗投： 強尼·塞恩 (1–1) 全壘打： 勇士：Marv Rickert (7上,1分) 印地安人：Larry Doby (3下,1分) |   |   |   |   |   |   |   |   |   |   |   |   |

連輸兩場的勇士隊，派出強尼·塞恩先發，希望能夠止敗。不過盧·布德羅在第一局就先敲出帶有一分打點的二壘安打。3局下，Larry Doby敲出本屆賽事的第一支全壘打。印地安人取得2比0領先。
前6局掛蛋的勇士隊，終於在7局上靠著Marv Rickert的全壘打打破鴨蛋。不過印地安人的先發投手Steve Gromek完投9局就只失這一分，最後印地安人2比1聽牌。

### 第五戰：10月10日
| 波士頓勇士 | 3 | 0 | 1 | 0 | 0 | 1 | 6 | 0 | 0 | 11 | 12 | 0 |
| 克里夫蘭印地安人 | 1 | 0 | 0 | 4 | 0 | 0 | 0 | 0 | 0 | 5  | 6  | 2 |
| 勝投： 華倫·史潘 (1–1) 敗投： 鮑伯·費勒 (0–2) 全壘打： 勇士：鮑伯·艾略特 2 (1上,3分、3上,1分)、Bill Salkeld (6上,1分) 印地安人：Dale Mitchell (1下,1分)、Jim Hegan (4下,3分) |   |   |   |   |   |   |   |   |   |    |    |   |

聽牌的印地安人隊，派出鮑伯·費勒打算乘勝追擊。不過他在前三局就被勇士鮑伯·艾略特狙擊兩次，被他敲出一支三分全壘打和一支陽春砲。
勇士先發投手Nels Potter也在第四局遭遇亂流，他在球隊領先兩分時被Jim Hegan敲出3分全壘打。球隊反倒落後一分，這也勇士逼出王牌華倫·史潘止住失分危機。
6局上，Bill Salkeld敲出全壘打讓勇士追平比數。7局上，勇士先在一開始對費勒敲出兩支安打得到超前分。印地安人也當機立斷馬上換掉費勒，不過後面兩位投手Ed Klieman與Russ Christopher完全無法壓制勇士打線。這時印地安人也派出薩奇·佩吉，讓他成為第一位在世界大賽登板的黑人投手。最後勇士靠著7局上的一波攻勢與史潘的好投拿下勝利。

### 第六戰：10月11日
| 克里夫蘭印地安人 | 0 | 0 | 1 | 0 | 0 | 2 | 0 | 1 | 0 | 4 | 10 | 0 |
| 波士頓勇士 | 0 | 0 | 0 | 1 | 0 | 0 | 0 | 2 | 0 | 3 | 9  | 0 |
| 勝投： 鮑伯·雷蒙 (2–0) 敗投： Bill Voiselle (0–1) 救援成功： Gene Bearden (1) 全壘打： 印地安人：喬·高登 (6上,1分) 勇士：無 |   |   |   |   |   |   |   |   |   |   |    |   |

這場比賽兩隊的先發投手在前五局都能有效壓制對方打線，讓比分僵持在1比1。
6局上，喬·高登先是敲出全壘打，之後Jim Hegan敲出滾地球拿下該局第2分。
8局上，勇士讓史潘連續兩天上場投球，印地安人也逮到機會靠著連續安打再拿下一分。鮑伯·雷蒙投到了第8局出現亂流，最後他在一出局滿壘的時候退場。後援的Gene Bearden雖然讓勇士追回兩分，不過最後一局他沒有讓勇士再得到分數。最後印地安人4比3險勝勇士，拿下世界大賽冠軍。

## 外部連結
- Almanac網站上關於1948年世界大賽的頁面（页面存档备份，存于）
- MLB官網裡的1948年世界大賽頁面（页面存档备份，存于）
- Reference網站上關於1948年世界大賽的頁面（页面存档备份，存于）
- 1948年世界大賽逐場比賽結果以及每一球詳細紀錄[]